# Białko wiążące jednoniciowy DNA
Białko prokariotyczne wiążące jednoniciowy DNA (SSB, z ang. single stranded binding protein) – białko występujące u prokariontów, które po rozpleceniu helisy DNA przez helikazę, przyłącza się do jednoniciowego DNA, zapobiegając ponownej asocjacji nici, tak więc rozpleciona nić jest dostępna dla polimerazy DNA, która wymaga jednoniciowego DNA, jako matrycy do replikacji DNA.
Ma budowę tetrameryczną.
U eukariotów odpowiednikami białek SSB są białka RPA (replication protein A).